# テルナ (イタリアの企業)
テルナ（伊: Terna S.p.A.、Trasmissione Elettricità Rete Nazionale）は、イタリア・ローマに本拠を置き、イタリア全域の送電網を管理する送電事業者。イタリア証券取引所上場企業（BIT: TRN）。

## 沿革
イタリアの電力事業は1962年以来、国有企業のエネルによる独占体制が続いていたが、1990年代にEUが各国の電力事業の規制緩和を推進する中、特に他の電力関連企業から影響を受けない送電網管理会社設立の必要性がEUの指令を通じて促進され、テルナは1999年5月、エネルの送電資産管理子会社として設立された。発足時はエネルが全ての株式を保有していたが、2004年6月、株式の半分がイタリア証券取引所に上場された。テルナの設立当初は、送電網の所有・管理のみを担当し運用はイタリアの経済財務省が保有するGRTNが行う方式が採られていたが、送電業務を円滑・安全に進めるには設備の所有と運用の一体化が不可欠とする考えから、2005年11月、テルナが送電線の保有・管理および運用を行う方式に変更された。
2012年にエネルがテルナの保有株式を全て売却し、エネルとの資本関係が解消されたのち、テルナの株式の約3割は、イタリア政府の政策投資銀行であるCassa Depositi e Prestitiと中国の国家電網のジョイント事業であるCDP Reti S.p.A.が保有している。
2012年に組織再編が行われ、新たに国内の規制に基づき送電事業を担当するTerna Rete Italia S.p.A.と、国内外で各種事業を行うTerna Plus Srlなどのグループ企業が設けられた。イタリア国外のグループ企業としては、モンテネグロのTerna Crna Gora d.o.o.、ウルグアイのDifebal S.A.、チリのTerna Chile SpAなどがある。
2011年にサルデーニャ島と本土間を結ぶ送電線が完成、2016年にシチリア島と本土間を結ぶ高圧線が稼働を開始し、テルナはイタリア国内の送電網の98％以上を保有・管理している。2019年11月、モンテネグロとイタリアを結ぶ海底電力ケーブルの運用を開始し、イタリアとモンテネグロ、セルビア、ボスニア・ヘルツェゴビナ、ルーマニアの送電網が統合された（ケーブル製造は住友電気工業がプリズミアンから受注した）。

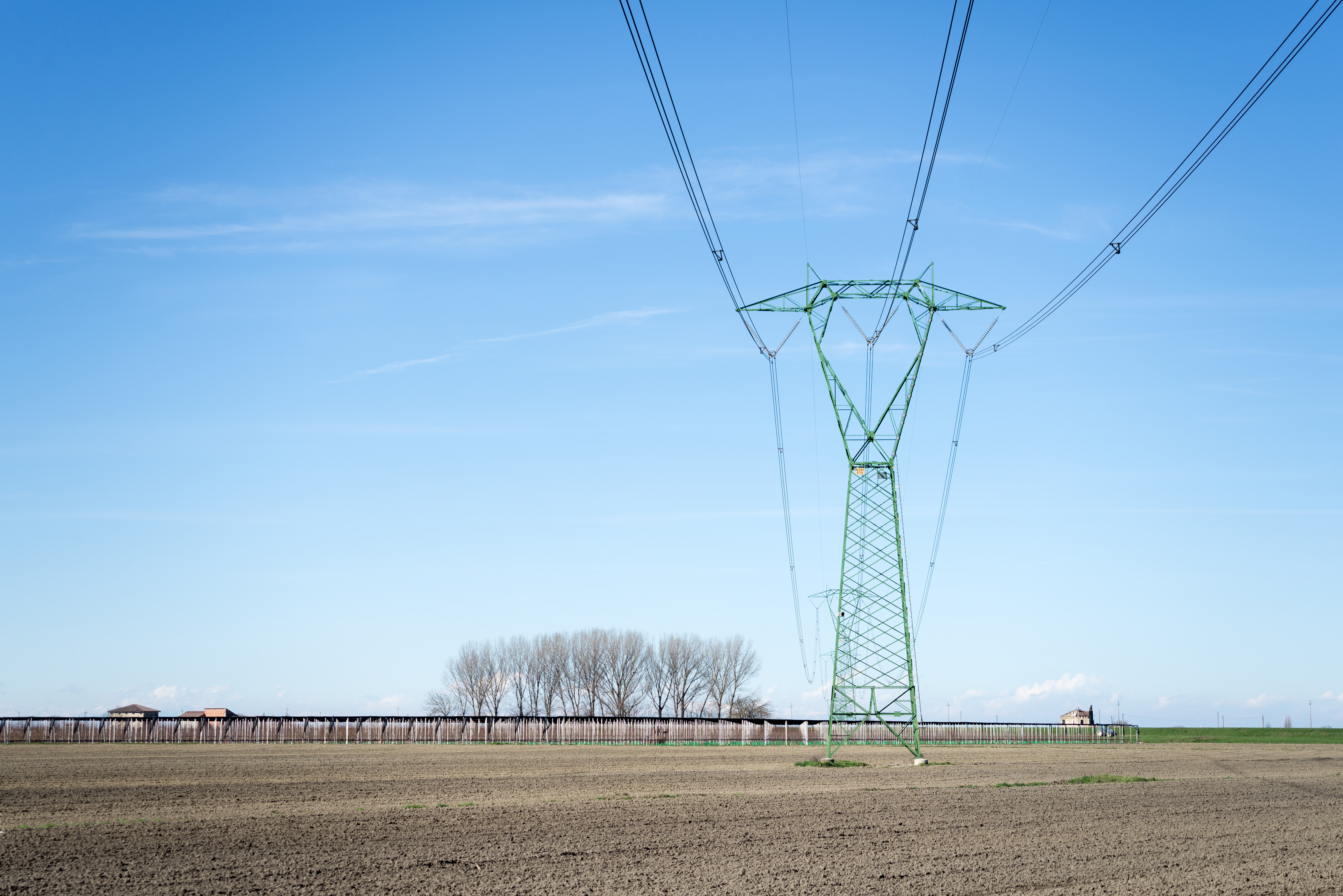
エミリア＝ロマーニャ州・クレヴァルコーレ付近のテルナ保有の380KV送電線
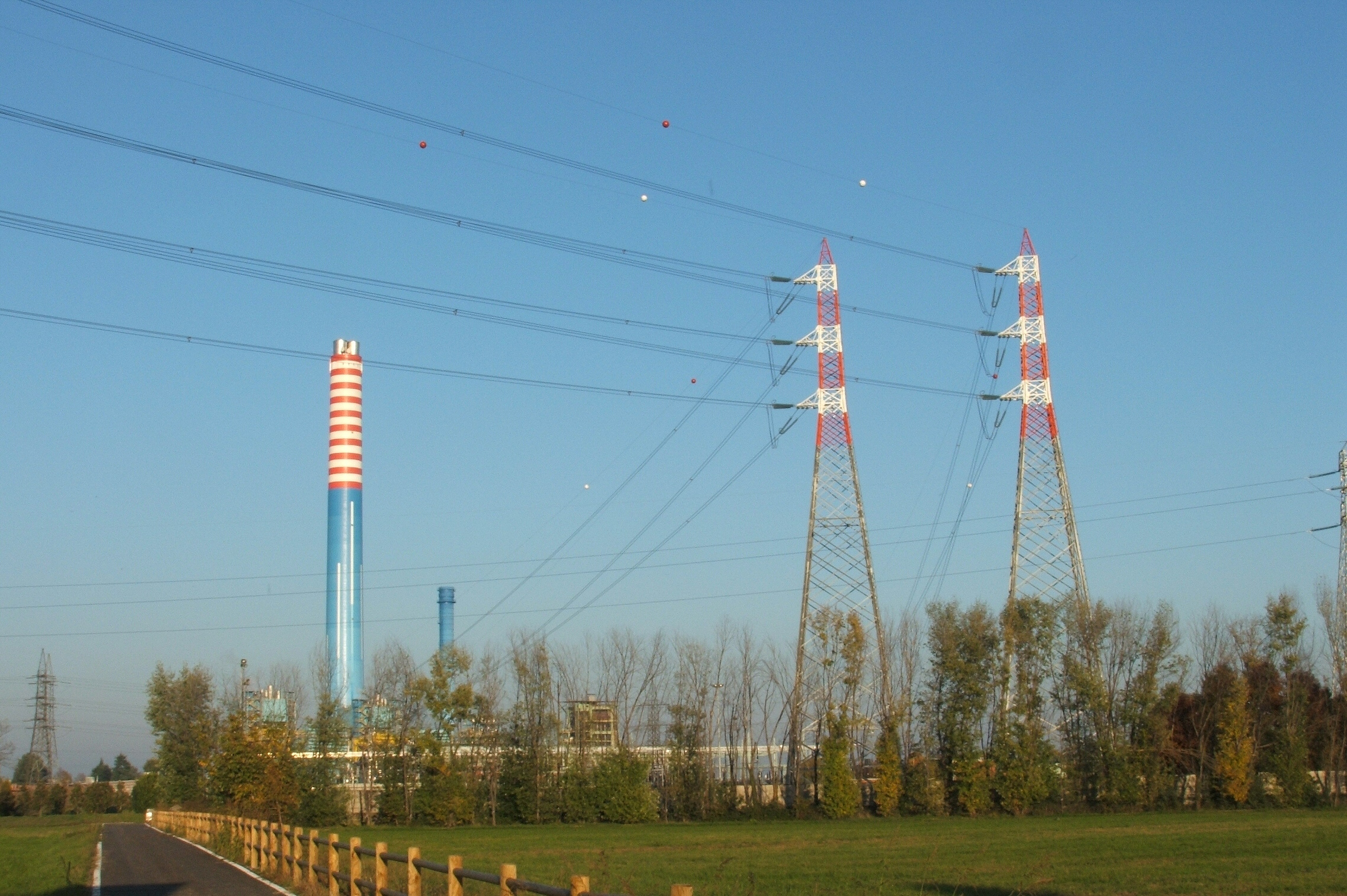
ロンバルディア州・カッサーノ・ダッダ付近のテルナ保有の送電線
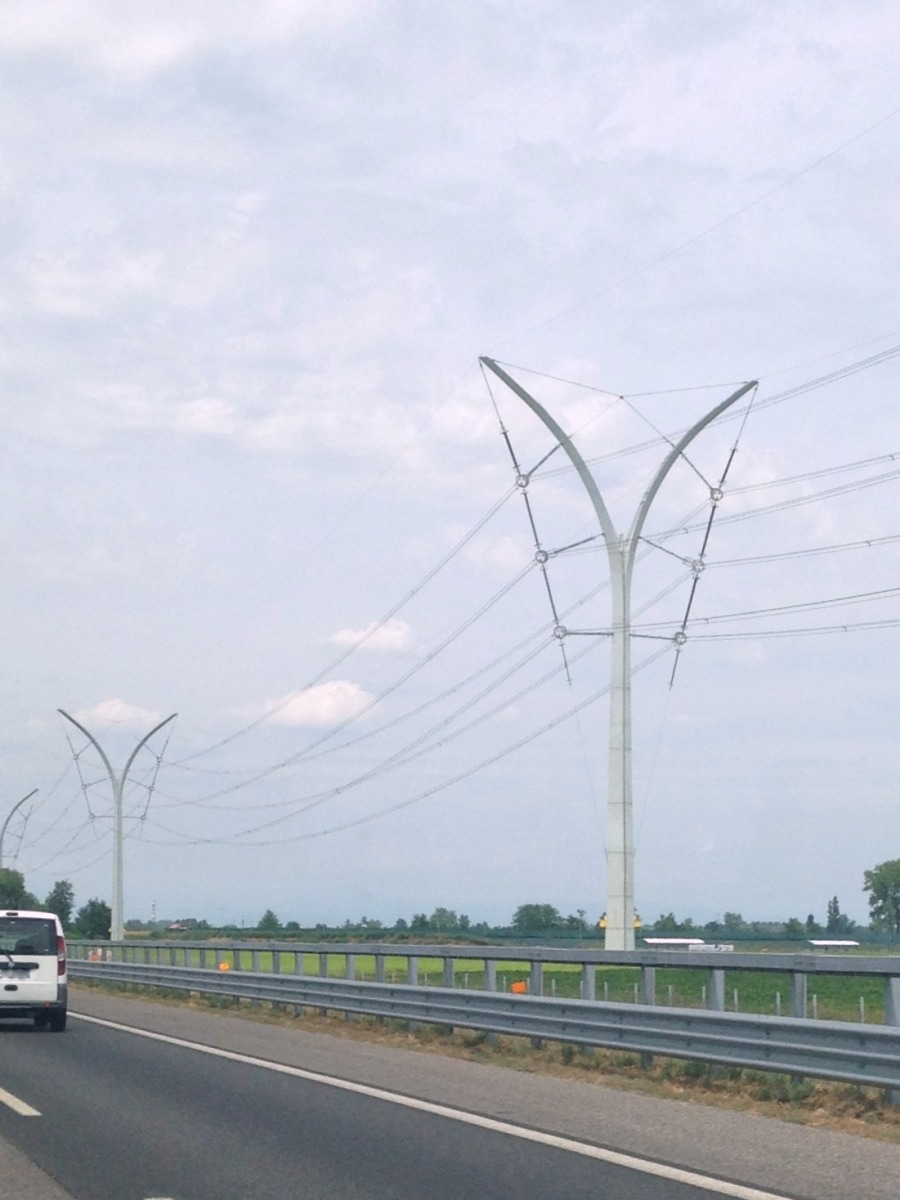
パヴィーア近郊のテルナ保有の380KV送電線
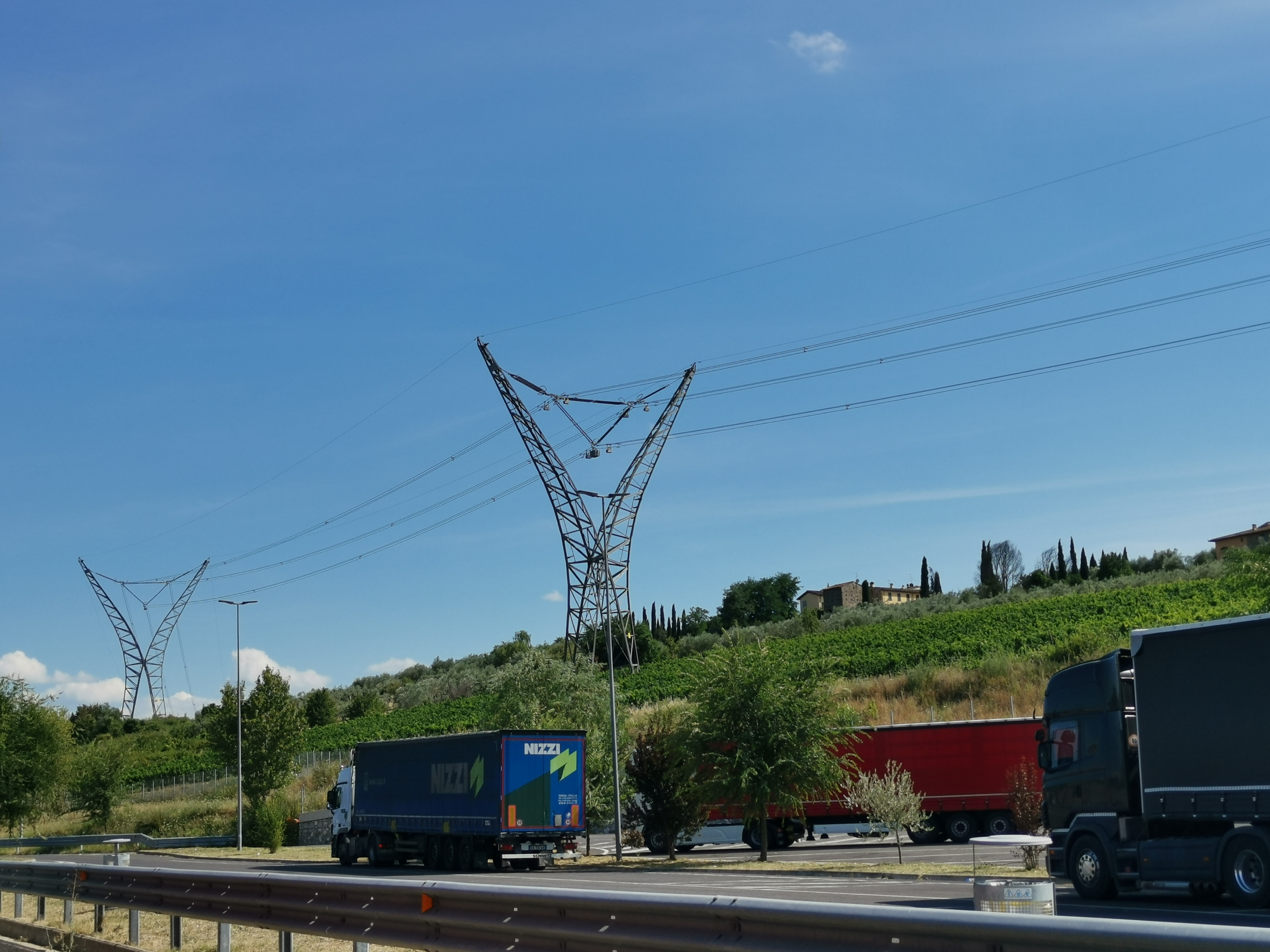
フィレンツェ近郊のテルナ保有の送電線
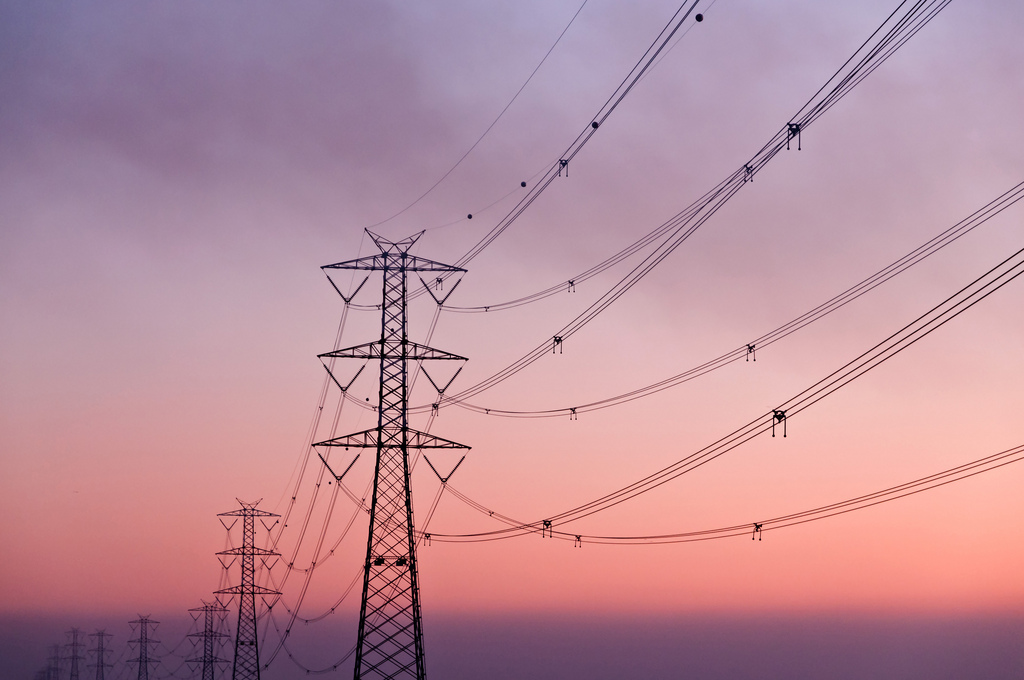
ヴェネト州・コデヴィーゴ付近のテルナ保有の380KV送電線

## 日本との関連
2012年、東芝がモンテネグロの発電施設からイタリア東部に送電するシステムをテルナから受注、2013年5月、日本ガイシが電力貯蔵用の大規模電池システム設備をテルナから受注した。